# Hello Katy Tour
A Hello Katy Tour Katy Perry amerikai énekesnő világkörüli koncertturnéja, mellyel One of the Boys című debütáló nagylemezét népszerűsítette. A turné során bejárta Észak-Amerikát, Európát, Ázsiát, valamint Ausztráliát.

## Háttér
Miután befejezte a Warped Tour 2008-at, Perry 2008 novemberében jelentette be a soron következő turnét, a 2008-as MTV Europe Music Awards levezetése után. Egy, a Billboard magazinnak adott interjú során elmondta: "Megszereztem azt az embert, aki Madonna turnéhoz csinálta a színpadot, kielégítem a vágyaimat gyümölcsökkel és macskákkal, valamint különféle fellépőruhák tervezésével."

## Előzenekarok
- 3OH!3 (bizonyos európai állomásokon)
- Bedük (Isztambul)
- Sliimy (Egyesült Királyság)
- The Daylights (Egyesült Államok)

## Dallista
1. "Fingerprints"
2. "One of the Boys"
3. "Hot n Cold"
4. "Self Inflicted"
5. "Use Your Love" (The Outfield feldolgozás)
6. "Waking Up in Vegas"
7. "Lost"
8. "Thinking of You"
9. "Mannequin"
10. "Ur So Gay"
11. "I'm Still Breathing"
12. "I Think I'm Ready"
13. "If You Can Afford Me"

Ráadás:
1. "Don’t Stop Me Now" (Queen feldolgozás)
2. "I Kissed a Girl"

## A turné állomásai
Néhány koncert fesztiválok részeként került megrendezésre.
| Dátum               | Város              | Ország           | Helyszín                                       |
| ------------------- | ------------------ | ---------------- | ---------------------------------------------- |
| Észak-Amerika       |                    |                  |                                                |
| 2009. január 23.    | Seattle            | Egyesült Államok | Showbox at the Market                          |
| 2009. január 25.    | Vancouver          | Kanada           | Commodore Ballroom                             |
| 2009. január 28.    | San Francisco      | Egyesült Államok | The Fillmore                                   |
| 2009. január 29.    | Sacramento         | Egyesült Államok | Empire Events Center                           |
| 2009. január 31.    | Los Angeles        | Egyesült Államok | Wiltern Theatre                                |
| 2009. február 2.    | Tucson             | Egyesült Államok | Centennial Hall                                |
| 2009. február 3.    | Phoenix            | Egyesült Államok | Marquee Theatre                                |
| 2009. február 5.    | San Diego          | Egyesült Államok | House of Blues                                 |
| 2009. február 10.   | Salt Lake City     | Egyesült Államok | In The Venue                                   |
| Európa              |                    |                  |                                                |
| 2009. február 20.   | Hannover           | Németország      | The Dome 49                                    |
| 2009. február 22.   | Stockholm          | Svédország       | Nalen                                          |
| 2009. február 23.   | Koppenhága         | Dánia            | K.B. Hallen                                    |
| 2009. február 25.   | Manchester         | Anglia           | Manchester Academy                             |
| 2009. február 26.   | London             | Anglia           | KOKO                                           |
| 2009. február 27.   | London             | Anglia           | KOKO                                           |
| 2009. március 1.    | Amszterdam         | Hollandia        | Melkweg                                        |
| 2009. március 2.    | Párizs             | Franciaország    | Élysée Montmartre                              |
| 2009. március 4.    | München            | Németország      | TonHalle                                       |
| 2009. március 5.    | Frankfurt          | Németország      | Hugenottenhalle                                |
| 2009. március 6.    | Hamburg            | Németország      | Große Freiheit                                 |
| 2009. március 7.    | Brüsszel           | Belgium          | Ancienne Belgique                              |
| Észak-Amerika       |                    |                  |                                                |
| 2009. március 19.   | Austin             | Egyesült Államok | Stubb's                                        |
| 2009. március 23.   | Kansas City        | Egyesült Államok | Beaumont Club                                  |
| 2009. március 24.   | Minneapolis        | Egyesült Államok | First Avenue                                   |
| 2009. március 26.   | Chicago            | Egyesült Államok | House of Blues                                 |
| 2009. március 27.   | Detroit            | Egyesült Államok | Clutch Cargo's                                 |
| 2009. március 28.   | Cleveland          | Egyesült Államok | House of Blues                                 |
| 2009. március 30.   | Toronto            | Kanada           | The Guvernment                                 |
| 2009. március 31.   | Montréal           | Kanada           | Metropolis                                     |
| 2009. április 1.    | Boston             | Egyesült Államok | House of Blues                                 |
| 2009. április 3.    | Palm Springs       | Egyesült Államok | Palm Springs Convention Center                 |
| 2009. április 5.    | Philadelphia       | Egyesült Államok | The Fillmore at the Theatre of the Living Arts |
| 2009. április 6.    | New York City      | Egyesült Államok | The Fillmore New York at Irving Plaza          |
| 2009. április 7.    | New York City      | Egyesült Államok | The Fillmore New York at Irving Plaza          |
| 2009. április 8.    | New York City      | Egyesült Államok | The Fillmore New York at Irving Plaza          |
| 2009. április 10.   | Washington         | Egyesült Államok | 9:30 Club                                      |
| 2009. április 11.   | Myrtle Beach       | Egyesült Államok | House of Blues                                 |
| 2009. április 14.   | Nashville          | Egyesült Államok | Cannery Ballroom                               |
| 2009. április 15.   | Atlanta            | Egyesült Államok | Center Stage                                   |
| 2009. április 28.   | St Petersburg      | Egyesült Államok | Jannus Landing                                 |
| 2009. április 29.   | Fort Lauderdale    | Egyesült Államok | Revolution Live                                |
| 2009. május 2.      | Birmingham         | Egyesült Államok | Birmingham-Jefferson Convention Complex        |
| 2009. május 7.      | Miami              | Egyesült Államok | The Fillmore Miami Beach                       |
| 2009. május 11.     | Dallas             | Egyesült Államok | House of Blues                                 |
| 2009. május 12.     | Houston            | Egyesült Államok | House of Blues                                 |
| Ázsia               |                    |                  |                                                |
| 2009. május 25.     | Oszaka             | Japán            | Club Quattro                                   |
| 2009. május 26.     | Nagoja             | Japán            | Club Quattro                                   |
| 2009. május 28.     | Tokió              | Japán            | Duo Music Exchange                             |
| 2009. május 29.     | Tokió              | Japán            | Duo Music Exchange                             |
| Európa              |                    |                  |                                                |
| 2009. június 1.     | Landgraaf          | Hollandia        | Landgraaf Megaland Park                        |
| 2009. június 9.     | London             | Anglia           | O2 Shepherds Bush Empire                       |
| 2009. június 10.    | London             | Anglia           | O2 Shepherds Bush Empire                       |
| 2009. június 11.    | Brighton           | Anglia           | Brighton Dome                                  |
| 2009. június 13.    | Crans-près-Céligny | Svájc            | Port de Crans                                  |
| 2009. június 14.    | Zürich             | Svájc            | Volkshaus                                      |
| 2009. június 16.    | Párizs             | Franciaország    | L'Olympia                                      |
| 2009. június 17.    | Lyon               | Franciaország    | Le Transbordeur                                |
| 2009. június 19.    | Scheeßel           | Németország      | MSC Eichenring                                 |
| 2009. június 20.    | Köln               | Németország      | Palladium Köln                                 |
| 2009. június 21.    | Tuttlingen         | Németország      | Flugplatz Tuttlingen                           |
| 2009. június 23.    | Milánó             | Olaszország      | Idroscalo                                      |
| 2009. június 25.    | Barcelona          | Spanyolország    | Palau Sant Jordi                               |
| 2009. június 26.    | Madrid             | Spanyolország    | Palacio de Deportes                            |
| 2009. június 28.    | Lisszabon          | Portugália       | Campo Pequeno                                  |
| 2009. július 2.     | Nibe               | Dánia            | Skalskoven                                     |
| 2009. július 4.     | Werchter           | Belgium          | Werchter Festival Grounds                      |
| 2009. július 5.     | Arras              | Franciaország    | Main Square                                    |
| 2009. július 6.     | Esch-sur-Alzette   | Luxemburg        | Rockhal                                        |
| 2009. július 9.     | Isztambul          | Törökország      | True Blue Fenerbahçe                           |
| 2009. július 11.    | Perth and Kinross  | Skócia           | T In The Park                                  |
| 2009. július 12.    | Kildare            | Írország         | Oxegen 2009                                    |
| Észak-Amerika       |                    |                  |                                                |
| 2009. július 25.    | Boston             | Egyesült Államok | Agganis Arena                                  |
| 2009. július 26.    | Toronto            | Kanada           | Molson Amphitheatre                            |
| 2009. július 28.    | New York           | Egyesült Államok | Hammerstein Ballroom                           |
| 2009. július 30.    | Atlantic City      | Egyesült Államok | Borgata Hotel, Casino and Spa                  |
| Ausztrália          |                    |                  |                                                |
| 2009. augusztus 12. | Brisbane           | Ausztrália       | The Tivoli                                     |
| 2009. augusztus 14. | Melbourne          | Ausztrália       | The Forum                                      |
| 2009. augusztus 17. | Sydney             | Ausztrália       | Enmore Theatre                                 |
| 2009. augusztus 18. | Sydney             | Ausztrália       | Enmore Theatre                                 |
| Európa              |                    |                  |                                                |
| 2009. augusztus 21. | Glasgow            | Skócia           | Barrowland Ballroom                            |
| 2009. augusztus 22. | Staffordshire      | Anglia           | Weston Park                                    |
| 2009. augusztus 23. | Chelmsford         | Anglia           | Hylands Park                                   |
| 2009. augusztus 25. | Birmingham         | Anglia           | O2 Academy Birmingham                          |
| 2009. augusztus 26. | Newcastle          | Anglia           | O2 Academy Newcastle                           |
| Észak-Amerika       |                    |                  |                                                |
| 2009. augusztus 29. | Los Angeles        | Egyesült Államok | Hollywood Palladium                            |
| 2009. augusztus 30. | Santa Barbara      | Egyesült Államok | Santa Barbara Bowl                             |
| 2009. szeptember 5. | Seattle            | Egyesült Államok | Seattle Center                                 |
| Ázsia               |                    |                  |                                                |
| 2009. november 14.  | Pasay City         | Fülöp-szigetek   | SM Mall Of Asia Concert Grounds                |
| Európa              |                    |                  |                                                |
| 2009. november 26.  | Varsó              | Lengyelország    | Parade Square                                  |
| 2009. november 28.  | Ischgl             | Ausztria         | Silvrettaseilbahn AG - Ischgl                  |

## Jegyeladás
| Helyszín              | Város       | Eladott jegyek / Összes jegy | Bevétel  |
| --------------------- | ----------- | ---------------------------- | -------- |
| Showbox at the Market | Seattle     | 1150 / 1150 (100%)           | $19 980  |
| Commodore Ballroom    | Vancouver   | 990 / 990 (100%)             | $20 111  |
| First Avenue          | Minneapolis | 1534 / 1534 (100%)           | $36,816  |
| The Fillmore          | New York    | 1314 / 1314 (100%)           | $23,980  |
| Wiltern Theatre       | Los Angeles | 2690 / 2690 (100%)           | $44 913  |
| House of Blues        | Cleveland   | 1300 / 1300 (100%)           | $23 400  |
| Clutch Cargo's        | Detroit     | 1121 / 1275 (88%)            | $21 438  |
|                       | ÖSSZESEN    | 8565 / 8719 (98%)            | $145 822 |

## Fordítás
Ez a szócikk részben vagy egészben  a   Hello Katy Tour című angol Wikipédia-szócikk fordításán alapul.  Az eredeti cikk szerkesztőit annak laptörténete sorolja fel. Ez a jelzés csupán a megfogalmazás eredetét és a szerzői jogokat jelzi, nem szolgál a cikkben szereplő információk forrásmegjelöléseként.